# Christian Dupont
Pour les articles homonymes, voir Dupont ou Dupond.
Christian Dupont (Gosselies, 3 mai 1947) est un homme politique belge de langue française, membre du Parti socialiste.

## Biographie
Il est licencié en philologie germanique (Ulg – 1970) et agrégé de l'enseignement secondaire supérieur (Ulg - 1971). Professeur de langues germaniques, animateur pédagogique au Centre de Formation continue de Huy, puis coordinateur pédagogique, il abandonne ses activités professionnelles à la fin des années ‘80 pour se consacrer à ses fonctions politiques.
Élu conseiller provincial du Hainaut en 1987, il devient bourgmestre de Pont-à-Celles en 1989 à la tête d'une majorité PS-Ecolo-Indépendant. Il fait de Pont-à-Celles une commune pilote en matière de développement rural, d'emploi et d'environnement. Passionné de culture, Christian Dupont a aussi œuvré à l'initiative « Culture-Commune » qui réunit un groupe d'artistes, groupe aujourd'hui inactif, et il a lancé des formes de démocratie participative, dont une recherche action sur l'emploi local qui a servi de projet pilote au lancement des titres services.
Élu député wallon et communautaire en 1995, il est désigné en 1999 chef du Groupe PS au Parlement de la Communauté française où il s'est particulièrement investi au sein de la Commission « Enseignement ». Il est notamment à l'origine de la proposition de décret créant un véritable pilotage de l'enseignement.
Choisi pour remplacer Rudy Demotte, parti au fédéral à la suite des élections législatives de 2003, il devient ministre du Gouvernement de la Communauté française, chargé de la Culture, de la Fonction publique, de la Jeunesse et des Sports. Il le restera jusqu'en juillet 2004. À partir de cette date, il est nommé ministre chargé de la fonction publique, de l'intégration sociale, de l'Égalité des Chances et de la Politique des grandes villes au sein du gouvernement Verhofstadt II.
Le 21 décembre 2007, il est nommé ministre des Pensions au sein du gouvernement Verhofstadt III.
Le 20 mars 2008, il devient ministre de l'Enseignement à la Communauté française, en remplacement de  Marie Arena, appelée au Fédéral dans le Gouvernement Leterme.
Dans le cadre de ses nouvelles fonctions, il est responsable des négociations visant à modifier le controversé décret Inscription de son prédécesseur Marie Arena. Le nouveau décret dit « Mixité », a lui aussi fait l'objet d'une large couverture médiatique et de plusieurs actions en justice, avant d'être finalement abandonné puisque la nouvelle majorité élue le 7 juin 2009 s'est engagée à "repartir d'une page blanche".
Le 23 juin 2009, il démissionne de son mandat de député fédéral et est remplacé le 25 juin 2009 dans cette fonction par Philippe Blanchart, Premier échevin de la ville de Thuin.
Le 29 octobre 2020, alors conseiller communal à Pont-à-Celles, il démissionne de son mandat local pour céder son siège à Garance Wauthier, candidate d'ouverture en 2018 sur la liste PS de la commune. 

## Carrière politique
- conseiller provincial de la province de Hainaut (1987-1995)
- conseiller communal de Pont-à-Celles (1977-)
  - bourgmestre (1989-2003, puis en titre)
  - bourgmestre (2009-2018)
- député wallon (1995-2003; 2004; 2009-2014)
- ministre communautaire de la Culture, de la Fonction publique, de la Jeunesse et des Sports (2003-2004)
- ministre fédéral de la Fonction publique, l’Intégration sociale et la Politique des grandes villes et de l’Égalité des chances (2004-2007)
- député fédéral et ministre en affaires courantes (2007)
- ministre fédéral des Pensions et de l’Intégration sociale (2007-2008)
- ministre communautaire de l’enseignement obligatoire (2008-2009)